# Océane Dodin
Océane Dodin, née le 24 octobre 1996 à Lille, est une joueuse de tennis française, professionnelle depuis 2012. Elle remporte son premier tournoi WTA en 2016 au Québec.

## Carrière

### Débuts (1996-2013)
Océane Dodin est née le 24 octobre 1996 à Lille. Fille unique, elle commence le tennis en jouant avec ses parents qui sont des pratiquants de ce sport. Après un début familial en Martinique à l'âge de 2 ans et demi, elle intègre le club du FOS Villeneuve-d'Ascq en 2003 où elle s'entraîne sous la houlette de son père Frédéric, professeur d'EPS,. Dodin rejoint ensuite le Tennis club municipal de Denain, résidant en parallèle au Cap d'Agde. Dans sa jeunesse, elle est quart de finaliste aux Petits As en 2010, dispute sa première rencontre au niveau ITF en juillet 2011 et remporte le championnat de France cadettes en 2012.
En 2013, après une première victoire en tournoi ITF 10 000 $ en Espagne, à Les Franqueses del Vallès, Océane Dodin dispute son premier match en Grand Chelem lors des qualifications de Roland-Garros où elle bénéficie d'une invitation. 715e joueuse mondiale, elle s'incline au premier tour contre Teliana Pereira, 129e, 6-3, 6-4.

### Montée dans le classement mondial (2014-2015)
Océane Dodin commence la saison 2014 en 609e position au classement mondial. Son début de saison est perturbé par des problèmes dentaires et des vertiges,. Lors de cette saison, elle remporte en mai un premier tournoi ITF 10 000 $ en Turquie, à Antalya. Elle enchaîne en juin par une victoire à Amarante au Portugal dans la même catégorie. Elle est ensuite demi-finaliste à Imola puis finaliste à Valladolid. Lors de l'été, Georges Goven rejoint son père comme entraîneur. Gagnante en août du championnat de France des 17-18 ans, elle remporte en septembre le tournoi de Shrewsbury, doté de 25 000 $. En fin de saison, elle est finaliste à Poitiers, tournoi doté de 100 000 $, battue par Tímea Babos après avoir notamment dominé les têtes de série et membres du top 100 mondial Anna Karolína Schmiedlová et Tereza Smitková. Elle enchaîne avec une demi-finale à Limoges (WTA 125) où elle perd contre Kristina Mladenovic après avoir éliminé deux autres joueuses du top 100, Pauline Parmentier et Ana Konjuh, puis elle remporte un nouveau titre ITF à Zawada (25 000 $). Ces résultats lui permettent de monter de plus de 400 places au classement mondial sur l'année.
Océane Dodin ambitionne en 2015 de disputer le tableau final de Wimbledon et d'être en fin d'année classée parmi les 50 meilleures joueuses mondiales. Bénéficiaire d'une invitation pour l'Open d'Australie 2015 dans le cadre d'un accord entre les fédérations française (FFT) et australienne, elle y bat au premier tour Alison Riske, 40e joueuse mondiale (7-65, 3-6, 6-3), avant de s'incliner contre la tête de série no 22 Karolína Plíšková.
Classée 137e mondiale, elle apprend qu'elle est invitée pour disputer le tableau final du simple dames de Roland-Garros 2015. Dans la foulée, lucky loser à Strasbourg, elle est battue au premier tour par Coco Vandeweghe, tête de série no 6 du tournoi. À Roland-Garros, elle perd au premier tour contre Kurumi Nara (3-6, 7-5, 6-1) dans un match au cours duquel elle se fait soigner le poignet droit. Océane Dodin perd ensuite au premier tour des qualifications du Wimbledon contre Stéphanie Foretz. Cette défaite marque la fin de son travail avec Georges Goven, son père restant son unique entraîneur. Elle reçoit en août une invitation pour l'US Open. Entre Wimbledon et l'US Open, elle joue au niveau ITF et obtient son meilleur résultat à Westende où elle atteint la finale. À l'US Open, elle domine au premier tour la Serbe Jelena Janković, tête de série no 21, avant de s'incliner contre la Colombienne Mariana Duque Mariño, à chaque fois en trois sets,. Océane Dodin termine l'année 2015 par une victoire au niveau ITF à Shrewsbury (25 000 $).

### Entrée dans le top 100 et premier titre WTA (2016)
Annonçant pour 2016 vouloir figurer le plus vite possible parmi les 100 premières joueuses mondiales, elle bénéficie comme en 2015 d'une invitation pour l'Open d'Australie et s'incline au premier tour contre la Japonaise Nara. Après ce tournoi, elle est retenue pour la première fois en équipe de France de Fed Cup amenée à disputer le premier tour de l'édition 2016 en février contre l'Italie. Dodin ne dispute toutefois aucune partie de cette rencontre remportée par la France (4-1). Elle s'aligne ensuite dans des tournois ITF.
Non sélectionnée pour la demi-finale de Fed Cup au milieu du mois d'avril, elle peut participer aux qualifications du tournoi de Stuttgart et intégrer le tableau final après avoir remporté ses trois rencontres. Battue au premier tour, elle réalise un parcours similaire la semaine suivante à Prague. Invitée pour le simple dames de Roland-Garros, elle est battue en trois sets au premier tour par Ana Ivanović. Elle continue sa saison par les qualifications de Wimbledon où elle perd contre Amra Sadiković dès le premier tour. Elle atteint la semaine suivante la finale du tournoi de Contrexéville (100 000 $), battue par Pauline Parmentier (6-1, 6-1) après avoir vaincu Teliana Pereira, tête de série numéro 1. Océane Dodin se présente ensuite au Citi Open à Washington, où elle est battue au premier tour par Mónica Puig (6-2, 4-6, 6-3).
Fin août, elle gagne l'ITF de Barcelone (25 000 $) contre Ioana Loredana Roșca. Elle participe au tournoi de Québec de catégorie International. Alors 132e mondiale, elle bat au premier tour la tête de série numéro 5 et 78e mondiale Naomi Broady (2-6, 6-4, 6-4), puis écarte successivement Sachia Vickery, Alison Van Uytvanck et Julia Boserup, se qualifiant pour la première fois en finale d'un tournoi WTA. Elle s'impose ensuite face à Lauren Davis en 2 sets (6-4, 6-3), remportant son premier titre à 19 ans, et intégrant le top 100 pour la première fois de sa carrière,.
En octobre, elle remporte l'ITF de Poitiers (100 000 $) face à Lauren Davis en 2 sets (6-4, 6-2), confirmant sa bonne fin de saison, et améliorant son classement WTA.

### Entrée dans le top 50 (2017)
Après sa très bonne fin de saison 2016, Océane Dodin reprend au tournoi de Sydney où elle échoue au stade des qualifications face à Irina Falconi dès le premier tour.Elle continue sa saison à l'Open d'Australie où elle avait passé son premier tour deux ans auparavant. Elle fait son entrée en lice contre Çağla Büyükakçay face à qui elle finit par prendre le dessus après un gros combat terminé sur le score de (7-5, 6-7, 6-2). Au deuxième tour, elle affronte Caroline Garcia contre qui elle oppose une belle résistance avant finalement de céder (7-6, 4-6, 4-6). Elle enchaîne ensuite avec le tournoi de Budapest. Au premier tour, elle affronte la locale Dalma Gálfi et l'emporte (6-4, 6-4). En huitièmes de finale, elle domine Tamara Korpatsch (6-2, 6-1) avant finalement de céder face à Tímea Babos. Demi-finaliste au tournoi ITF de Surbiton, elle est 46e à la WTA en juin 2017, après son parcours à Madrid et à Roland-Garros, où elle a passé un tour pour la première fois de sa carrière contre Camila Giorgi (6-2, 6-3). Après un début de saison sur gazon positif, elle échoue néanmoins aux premiers tours du tournoi de Nottingham face à Magda Linette et également au tournoi de Wimbledon contre Lucie Šafářová (6-2, 6-2).

### 2024. 1/8eà l'Open d'Australie
Elle débute l'Open d'Australie en tant que 91e mondiale et par une victoire sur la Chinoise Zhu Lin (6-4, 6-3) puis atteint pour la première fois de sa vie un troisième tour en Grand Chelem en éliminant l'Italienne Martina Trevisan (6-4, 6-4). Elle retrouve sa compatriote Clara Burel au tour suivant, tombeuse de la numéro cinq mondiale Jessica Pegula au match précédent. Elle s'impose (6-2, 6-4) ce qui lui permet de disputer les huitièmes de finale du Grand Chelem australien. Elle subit alors une défaite sèche contre une autre Chinoise, la jeune Zheng Qinwen (0-6, 3-6).

## Style de jeu et caractéristiques

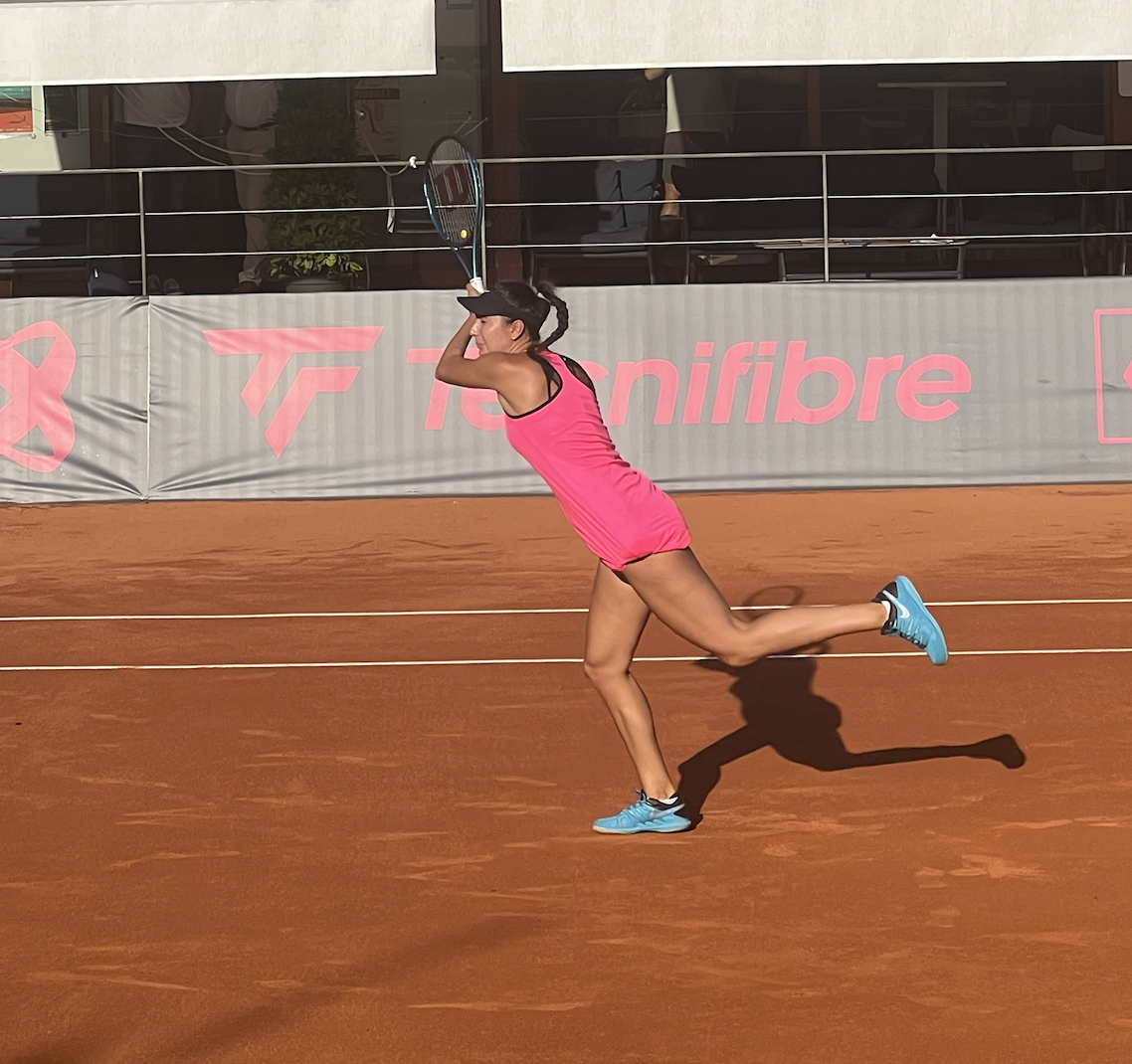
Dodin frappe un revers à Montreux en 2023.

Océane Dodin se distingue par sa puissance de frappe de balle. Cette caractéristique est une base dans son jeu. Sa séquence de prédilection consiste à frapper fort du fond du court et à conclure le point avec un minimum d'échanges (3 maximum), un jeu à risque l'amenant à produire un nombre élevé de coups gagnants mais aussi de fautes directes durant une rencontre,,. Elle se déclare plus à l'aise sur dur que sur la terre battue, une surface moins adaptée à son jeu. Son jeu est également adapté à son endurance limitée, la répétition des échanges l'amenant à avoir des points de côté,. Ce type de jeu est travaillé depuis ses débuts à Villeneuve-d'Ascq en ciblant le coup d'œil et la vitesse d'exécution,. Son mental caractérisé par sa confiance en elle et son ambition sont également mis en avant,.
Pour s'entraîner, elle dispose d'un sparring-partner, Mathieu Goven. Son staff est composé également de son père ainsi que Georges Goven entre les étés 2014 et 2015. Sa puissance de frappe amène les autres joueuses à ne pas vouloir s'entraîner avec elle. À propos de sa puissance, sa compatriote Alizé Cornet déclare : « J'ai rarement vu quelqu'un taper aussi fort », un constat partagé par Alexandra Fusai, ancienne joueuse responsable du haut niveau féminin à la FFT. Les joueurs préférés d'Océane Dodin sont Roger Federer et Maria Sharapova. Équipée par Nike, elle bénéficie des mêmes tenues que la Russe,.

## Palmarès WTA et ITF

### Titre en simple dames
| No | Date       | Nom et lieu du tournoi                             | Catégorie | Dotation  | Surface         | Finaliste    | Score    |          |
| -- | ---------- | -------------------------------------------------- | --------- | --------- | --------------- | ------------ | -------- | -------- |
| 1  | 12-09-2016 | Coupe Banque Nationale présentée par Mazda, Québec | Intern'l  | 250 000 $ | Moquette (int.) | Lauren Davis | 6-4, 6-3 | Parcours |

### Finale en simple dames
Aucune

### Palmarès ITF en simple

#### Titres
- 2023 : Monastir, Andrézieux-Bouthéon, Grenoble, Nantes, Pétange
- 2021 : Pétange
- 2020 : Mâcon, Reims
- 2019 : Cherbourg
- 2016 : Barcelone, Poitiers
- 2015 : Shrewsbury
- 2014 : Shrewsbury, Zawada

#### Finales
- 2024 : Pétange
- 2023 : Slovaquie, Slovaquie
- 2019 : Corroios,  Saint-Étienne, Coxyde
- 2016 : Contrexéville, Coxyde
- 2015 : Westende
- 2014 : Poitiers

## Parcours en Grand Chelem

### En simple dames
| Année | Open d'Australie | Open d'Australie   | Internationaux de France | Internationaux de France | Wimbledon       | Wimbledon              | US Open         | US Open              |
| ----- | ---------------- | ------------------ | ------------------------ | ------------------------ | --------------- | ---------------------- | --------------- | -------------------- |
| 2013  | —                | —                  | Q1                       | Teliana Pereira          | —               | —                      | —               | —                    |
| 2015  | 2e tour (1/32)   | Karolína Plíšková  | 1er tour (1/64)          | Kurumi Nara              | Q1              | Stéphanie Foretz       | 2e tour (1/32)  | Mariana Duque Mariño |
| 2016  | 1er tour (1/64)  | Kurumi Nara        | 1er tour (1/64)          | Ana Ivanović             | Q1              | Amra Sadiković         | Q1              | Nadia Podoroska      |
| 2017  | 2e tour (1/32)   | Caroline Garcia    | 2e tour (1/32)           | Svetlana Kuznetsova      | 1er tour (1/64) | Lucie Šafářová         | 2e tour (1/32)  | Venus Williams       |
| 2018  | 1er tour (1/64)  | Eugenie Bouchard   | 1er tour (1/64)          | Heather Watson           | Q2              | Mona Barthel           | —               | —                    |
| 2019  | —                | —                  | Q1                       | Allie Kiick              | Q3              | Giulia Gatto Monticone | —               | —                    |
| 2020  | Q1               | Varvara Flink      | 1er tour (1/64)          | Petra Kvitová            | Annulé          | Annulé                 | 1er tour (1/64) | Aryna Sabalenka      |
| 2021  | Q1               | Isabella Shinikova | 1er tour (1/64)          | Madison Keys             | Q3              | Ellen Perez            | Q3              | Cristina Bucșa       |
| 2022  | 1er tour (1/64)  | Irina-Camelia Begu | 1er tour (1/64)          | Andrea Petkovic          | 1er tour (1/64) | Jeļena Ostapenko       | 1er tour (1/64) | Leylah Fernandez     |
| 2023  | —                | —                  | 2e tour (1/32)           | Ons Jabeur               | Q2              | Déspina Papamichaíl    | Q3              | Laura Siegemund      |
| 2024  | 1/8 de finale    | Zheng Qinwen       | —                        | —                        | 1er tour (1/64) | Daria Snigur           | 1er tour (1/64) | Anhelina Kalinina    |

N.B. : à droite du résultat se trouve le nom de l'ultime adversaire.

### En double dames
| Année | Open d'Australie | Open d'Australie | Internationaux de France                                                                  | Internationaux de France                                                           | Wimbledon                                                                       | Wimbledon                                                                    | US Open | US Open |
| ----- | ---------------- | ---------------- | ----------------------------------------------------------------------------------------- | ---------------------------------------------------------------------------------- | ------------------------------------------------------------------------------- | ---------------------------------------------------------------------------- | ------- | ------- |
| 2017  | —                | —                | —                                                                                         | —                                                                                  | 2e tour (1/16) T. Maria \|\| style="text-align:left;" \| E. Makarova E. Vesnina | 1er tour (1/32) T. Maria \|\| style="text-align:left;" \| J. Cako S. Vickery |         |         |
|       |                  |                  |                                                                                           |                                                                                    |                                                                                 |                                                                              |         |         |
| 2021  | —                | —                | 1er tour (1/32) S. Djoubri \|\| style="text-align:left;" \| A. Anisimova A. Potapova      | —                                                                                  | —                                                                               | —                                                                            | —       |         |
| 2022  | —                | —                | 1er tour (1/32) T. Andrianjafitrimo \|\| style="text-align:left;" \| K. Juvan T. Zidanšek | 1er tour (1/32) T. Maria \|\| style="text-align:left;" \| L. Kichenok J. Ostapenko | —                                                                               | —                                                                            |         |         |

N.B. : le nom de la partenaire se trouve sous le résultat ; le nom des ultimes adversaires se trouve à droite.

### En double mixte
| Année | Open d'Australie | Open d'Australie | Internationaux de France                                                          | Internationaux de France | Wimbledon | Wimbledon | US Open | US Open |
| ----- | ---------------- | ---------------- | --------------------------------------------------------------------------------- | ------------------------ | --------- | --------- | ------- | ------- |
| 2022  | —                | —                | 1er tour (1/16) E. Couacaud \|\| style="text-align:left;" \| A. Rosolska Ł. Kubot | —                        | —         | —         | —       |         |

N.B. : le nom du partenaire se trouve sous le résultat ; le nom des ultimes adversaires se trouve à droite.

## Parcours en «Premier» et WTA 1000
Les tournois WTA « Premier Mandatory » et « Premier 5 » (entre 2009 et 2020) et WTA 1000 (à partir de 2021) constituent les catégories d'épreuves les plus prestigieuses, après les quatre levées du Grand Chelem.

### En simple dames
| Année |              | Premier Mandatory             | Premier Mandatory             | Premier Mandatory           | Premier Mandatory |       | Premier 5 | Premier 5 | Premier 5                | Premier 5                   | Premier 5                  | Premier 5 | Premier 5 |
| Année | Indian Wells | Miami                         | Madrid                        | Pékin                       |                   | Dubaï | Rome      | Canada    | Cincinnati               | Wuhan                       | Wuhan                      |           |           |
| Année | Indian Wells | Miami                         | Madrid                        | Pékin                       | Doha              |       | Rome      | Canada    | Cincinnati               | Wuhan                       | Wuhan                      |           |           |
| Année | Indian Wells | Miami                         | Madrid                        | Pékin                       |                   |       | Rome      | Canada    | Cincinnati               | Wuhan                       | Wuhan                      |           |           |
| 2017  |              | 1er tour (1/64) P. Parmentier | 1er tour (1/64) P. Parmentier | 3e tour (1/8) K. Mladenovic |                   |       |           |           |                          | 1er tour (1/32) A. Barty    | 1er tour (1/32) K. Bertens |           |           |
| 2018  |              |                               | 2e tour (1/32) S. Halep       |                             |                   |       |           |           |                          |                             |                            |           |           |
| 2020  |              |                               |                               |                             |                   |       |           |           |                          |                             | 1er tour (1/32) C. Bellis  |           |           |
|       |              | WTA 1000                      |                               |                             |                   |       |           |           |                          |                             |                            |           |           |
| 2021  |              |                               | 1er tour (1/64) S. Stephens   |                             |                   |       |           |           |                          | 2e tour (1/16) A. Anisimova |                            |           |           |
| 2022  |              | 1er tour (1/64) K. Juvan      |                               | 1er tour (1/32) E. Rybakina |                   |       |           |           |                          |                             |                            |           |           |
| 2024  |              | 2e tour (1/32) D. Kasatkina   | 3e tour (1/16) C. Gauff       |                             |                   |       |           |           | 2e tour (1/32) I.C. Begu |                             |                            |           |           |

Sous le résultat, l’ultime adversaire.

Nota: à partir de 2024, le nombre de tournois de cette catégorie passe à 10 par saison et l'alternance entre Dubaï et Doha est supprimée. Le codage Wiki actuel ne permet l'affichage que du résultat de Dubaï si la joueuse a également joué Doha.

## Classements WTA en fin de saison
| Année          | 2011 | 2012 | 2013 | 2014 | 2015 | 2016 | 2017 | 2018 | 2019 | 2020 | 2021 | 2022 | 2023 | 2024 |
| Rang en simple | 1170 | 767  | 609  | 245  | 150  | 69   | 85   | 319  | 192  | 107  | 101  | 108  | 102  | 104  |
| Rang en double | –    | –    | –    | –    | –    | –    | 383  | –    | –    | –    | 1348 | 1327 | –    | –    |

Source : (en) Classements de Océane Dodin sur le site officiel de la Fédération internationale de tennis

## Records et statistiques

### Victoires sur le top 10
Toutes ses victoires sur des joueuses classées dans le top 10 de la WTA lors de la rencontre.
| Légende            |
| Grand Chelem       |
| Masters            |
| Jeux olympiques    |
| Premier / WTA 1000 |
| WTA 500            |
| WTA 250            |
| Fed Cup            |

| # |       |  | Tournoi | Année | Surface      |  | Adversaire         | Rang | Tour | Score    | Tableau |
| - | ----- |  | ------- | ----- | ------------ |  | ------------------ | ---- | ---- | -------- | ------- |
| 1 | no 63 |  | Madrid  | 2017  | Terre battue |  | Dominika Cibulková | no 5 | 1/16 | 6-2, 6-4 | Tableau |